# Женщина и смерть
«Женщина и смерть» (исп. La Dama y la Muerte) — испанский короткометражный 3D-мультфильм в жанре чёрной комедии, созданный студией Kandor Graphics в 2009 году.
В 2010 году мультфильм был удостоен премии «Гойя», а также был номинирован на премию «Оскар», однако уступил награду «Логораме».

## Сюжет
Пожилая женщина ложится спать и умирает во сне. После этого приходит Смерть, чтобы забрать душу и воссоединить женщину с духом её покойного супруга. Однако, неожиданно, дух женщины возвращается обратно в тело благодаря реанимационным мерам доктора (который, к тому же, в своё время занимался и реанимацией её почившего супруга). С этого момента начинается борьба за жизнь женщины между Смертью и доктором, которые не хотят уступать друг другу.
Наконец, Смерть сдаётся и уходит восвояси, но теперь недовольна уже пожилая женщина, которая немного погодя кончает жизнь самоубийством. В конце мы видим, как расстроенная Смерть уже перед входом в потусторонний мир получает на свой пейджер сообщение снова забрать дух женщины и со злостью кидает пейджер.